# At the Earth's Core
At the Earth's Core is een Brits-Amerikaanse fantasy-sciencefictionfilm uit 1976 onder regie van Kevin Connor. Het verhaal hierin is gebaseerd op dat uit het gelijknamige boek uit 1914 van Edgar Rice Burroughs.

## Verhaal
Professor Abner Perry heeft een graafmachine gebouwd waarmee hij denkt naar het middelpunt van de aarde te kunnen reizen, de Iron Mole. Kort na vertrek raken hij en zijn medepassagier David Innes bevangen door de hitte. Nadat ze weer bij hun positieven komen, komen ze op een open plek waar ze het voertuig kunnen verlaten. Diep onder het aardoppervlak blijkt zich een compleet andere, prehistorische wereld te bevinden. Perry en Innes gaan op onderzoek uit en komen er zo achter dat er primitieve menselijke stammen leven. Hier wordt op gejaagd door Sagoths, een volk bestaand uit humanoïde aapachtigen. Zij dienen op hun beurt de Mahars, vliegende dinosauriërs met telepathische krachten.
Zodra Innes de primitieve Dia ziet, wordt hij verliefd op haar. Zowel zij en haar stamleden als Perry en Innes worden echter gevangengenomen door de Sagoths. Innes wordt aan het werk gezet in een mijn, terwijl Dia als levend offer wordt meegenomen naar de Mahars. Nadat Innes een opstand begint, wordt hij samen met de primitieve Ra opnieuw gevangen en naar een arena gebracht. Hier moeten ze het als gladiatoren opnemen tegen een neushoornachtige dinosaurus. Ze weten door advies van Perry te winnen. Door ook een Mahar te verslaan, komen ze hoog in aanzien te staan bij de menselijke stammen. Door die te verenigen en te leren hoe ze wapens kunnen gebruiken, verslaan ze samen zowel de Mahars als de Sagoths.
Na hun ontsnapping repareren Perry en Innes de Iron Mole en zetten ze koers terug naar huis. Dia is ook verliefd op Innes geworden, maar gaat niet mee naar de haar onbekende wereld boven het aardoppervlak. Perry en Innes komen zelf per ongeluk boven de grond bij het Witte Huis, tot ontsteltenis van de aanwezigen.

## Rolverdeling
| Acteur         | Personage             |
| -------------- | --------------------- |
| Doug McClure   | David Innes           |
| Peter Cushing  | Professor Abner Perry |
| Caroline Munro | Dia                   |
| Cy Grant       | Ra                    |
| Godfrey James  | Ghak                  |
| Sean Lynch     | Hoojah                |
| Keith Barron   | Dowsett               |
| Helen Gill     | Maisie                |
| Anthony Verner | Gadsby                |
| Michael Crane  | Jubal                 |